# Armas de mujer
Armas de mujer es una  serie de televisión por internet de comedia dramática producida por Telemundo Streaming Studios, para Peacock en el 2022. La serie es una historia original de José Luis Acosta. Se lanzó a través de Peacock el 15 de septiembre de 2022.
Está protagonizada por Kate del Castillo, Roselyn Sánchez, Sylvia Sáenz y Jeimy Osorio, junto con un reparto coral.

## Premisa
La historia gira en torno a la vida de Ángela (Kate del Castillo), Sofía (Roselyn Sánchez), Viridiana (Sylvia Sáenz) y Esmeralda (Jeimy Osorio), cuatro mujeres que estaban acostumbradas a una vida llena de abundancia gracias a sus respectivos maridos, tendrán que vivir sin ellos; debido a que la policía arresta a sus maridos por estar vinculados a la misma organización criminal. Ahora y más que nunca, Ángela, Sofía, Viri y Esme necesitarán unir fuerzas de la forma más inusual para enfrentar la ausencia de sus maridos y poder salir adelante, para ello, tendrán que confiar entre ellas y sus más bajos instintos para poder tomar decisiones de supervivencia y traer a la mano las Armas de mujer que llevan dentro.

## Reparto

### Principales
- Kate del Castillo como Ángela Fernández
- Roselyn Sánchez como Sofía Estrella
- Sylvia Sáenz como Viridiana Pintos
- Jeimy Osorio como Esmeralda Rincon
- Matías Novoa como Pablo Cabello
- Rodrigo Murray como Anselmo Zuazo
- Iván Arana como Miguel Hernández
- Mauricio Isaac como Sebastián «Sebas» Rodríguez
- Jessica Lindsey como Daniela
- Julieta Egurrola como Enriqueta Zuazo
- Héctor Suárez Gomís como Alberto
- Xabiani Ponce de León como Leonardo Mota Pintos
- Alejandra Zaid como Marta Cabello Fernández
- Vanessa Díaz como Elena Mota Pintos
- Jamila Hache como Ana
- Francisco Angelini como Max
- Leonardo Ortizgris como Carlos Mota
- Anthony Álvarez como El Tigre[8]
- Polo Monárrez como Vergara

## Episodios
| N.º | Título                  | Fecha de lanzamiento original |
| --- | ----------------------- | ----------------------------- |
| 1   | «No somos amigas»       | 15 de septiembre de 2022      |
| 2   | «Peso muerto»           | 15 de septiembre de 2022      |
| 3   | «Hombre al agua»        | 15 de septiembre de 2022      |
| 4   | «Los muertos flotan»    | 15 de septiembre de 2022      |
| 5   | «La cigüeña»            | 15 de septiembre de 2022      |
| 6   | «Declaración de guerra» | 15 de septiembre de 2022      |
| 7   | «Volar por los aires»   | 15 de septiembre de 2022      |
| 8   | «El intercambio»        | 15 de septiembre de 2022      |

## Producción

### Desarrollo
El 17 de septiembre de 2019, Armas de mujer fue anunciada como uno de los títulos en desarrollo y —la primera en español— para la plataforma de NBCUniversal, Peacock. La serie fue presentada a finales de enero de 2020, el marco de la NAPTE 2020 por Marcos Santana —presidente de Telemundo Global Studios— y Kate del Castillo. El rodaje de la serie inició el 6 de febrero de 2021 y finalizó en abril de ese mismo año.

### Selección del reparto
En enero de 2020, Kate del Castillo fue anunciada para interpretar uno de los roles titulares de la serie. El 6 de febrero de 2021, el actor chileno Matías Novoa fue elegido para llevar a cabo un rol principales. El 12 de febrero de 2022, las actrices Roselyn Sánchez, Sylvia Sáenz y Jeimy Osorio fueron confirmadas como el resto de las actrices que llevan a cabo los roles titulares junto a Del Castillo.

## Lanzamiento

### Lanzamiento original
La serie tiene contemplado su estreno en los Estados Unidos a través del servicio de streaming Peacock el 15 de septiembre de 2022, siendo el primer título en español producido para dicha plataforma.

### Distribución
El 17 de marzo de 2022, WarnerMedia Latin America anunció que había adquirido los derechos de la serie para lanzarla en Latinoamérica a través de HBO Max, bajo la marca de «Max Originals», la cual, se lanzó en la plataforma el 29 de septiembre de 2022.